# Joyaux de la Couronne de France
Pour les articles homonymes, voir Joyaux de la couronne.

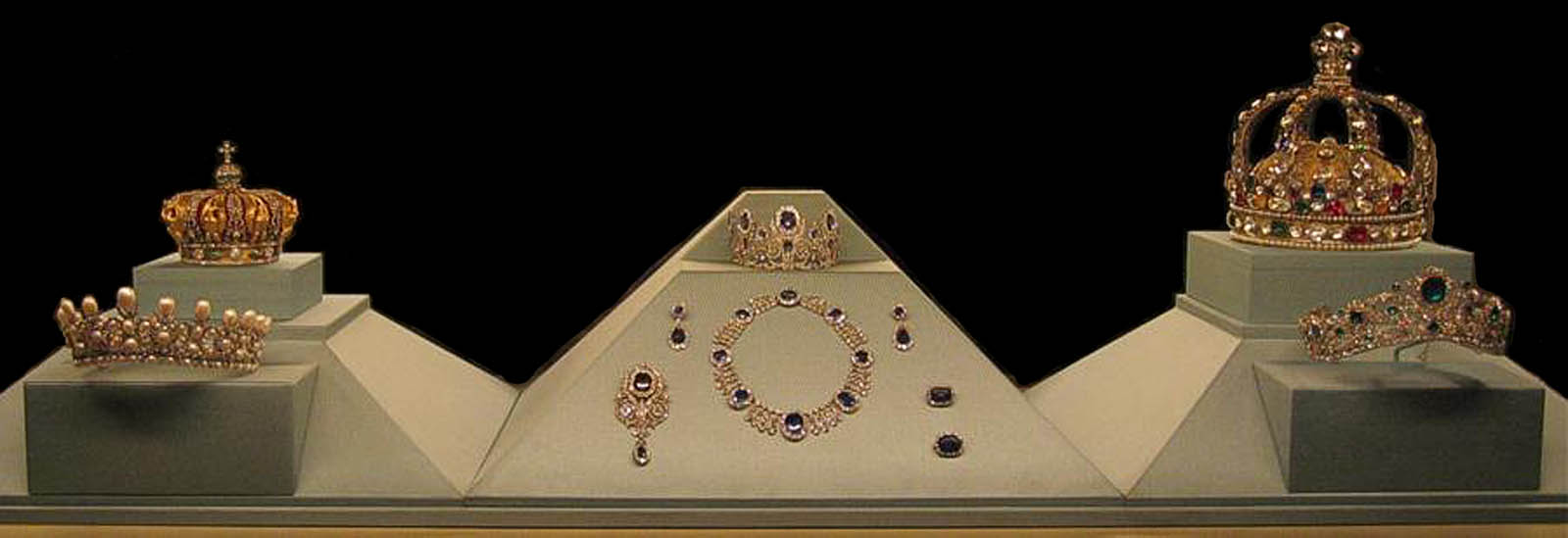
Quelques diamants de la Couronne au musée du Louvre.

Les joyaux de la Couronne de France, ou diamants de la Couronne de France, sont un ensemble de bijoux de la Monarchie française, des Premier Empire et Second Empire, et de la République française dont l'origine remonte à François Ier. 
Objet d'un vol massif en 1792 lors de la Révolution, retrouvée en grande partie en Angleterre, puis revendue en partie à la fin du XIXe siècle, la collection est aujourd'hui dispersée. La pièce la plus célèbre est le diamant blanc le « Régent », conservé depuis 1887 au musée du Louvre. 
Le « Diamant bleu de la Couronne », autre pierre remarquable qui faisait à l'origine partie de ces joyaux, a été volé et retaillé pour devenir le diamant Hope, conservé depuis 1949 au National Museum of Natural History (Washington, États-Unis). La France, au vu des circonstances historiques, serait tout à fait en droit de réclamer sa restitution.
Les Joyaux de la Couronne de France sont à distinguer des Regalia utilisés pour le sacre des rois de France.

## Historique

### Origine (XVIesiècle)
La collection des joyaux de la Couronne est constituée en 1530 par François Ier qui désigne un petit groupe de huit pierres colorées appelées à cette époque « diamants » (terme générique désignant toute belle pièce) et qui sont serties dans des bagues. Il s'agit pour la plupart de parures d'Anne de Bretagne, qui les tenait de sa mère Marguerite de Foix. Le premier inventaire de ce trésor est dressé à Bordeaux, le 15 juin 1530, trois semaines avant le mariage de François Ier avec Éléonore d'Autriche, et des lettres patentes précisent la constitution de la collection, stipulant notamment une clause d'inaliénabilité : les joyaux portés par les reines doivent être remis au Trésor royal à la mort de leur mari. De ce premier fonds ne subsiste que la « Côte-de-Bretagne », un spinelle retaillé sous Louis XV pour être serti au centre de la Toison d'or de la parure de couleur. En effet, les difficultés financières dues aux guerres de Religion ont contraint Henri III à les mettre en gage. La collection initiale, excepté le « Côte-de-Bretagne », a ainsi disparu.

### Ancien Régime (1610 – 1789)

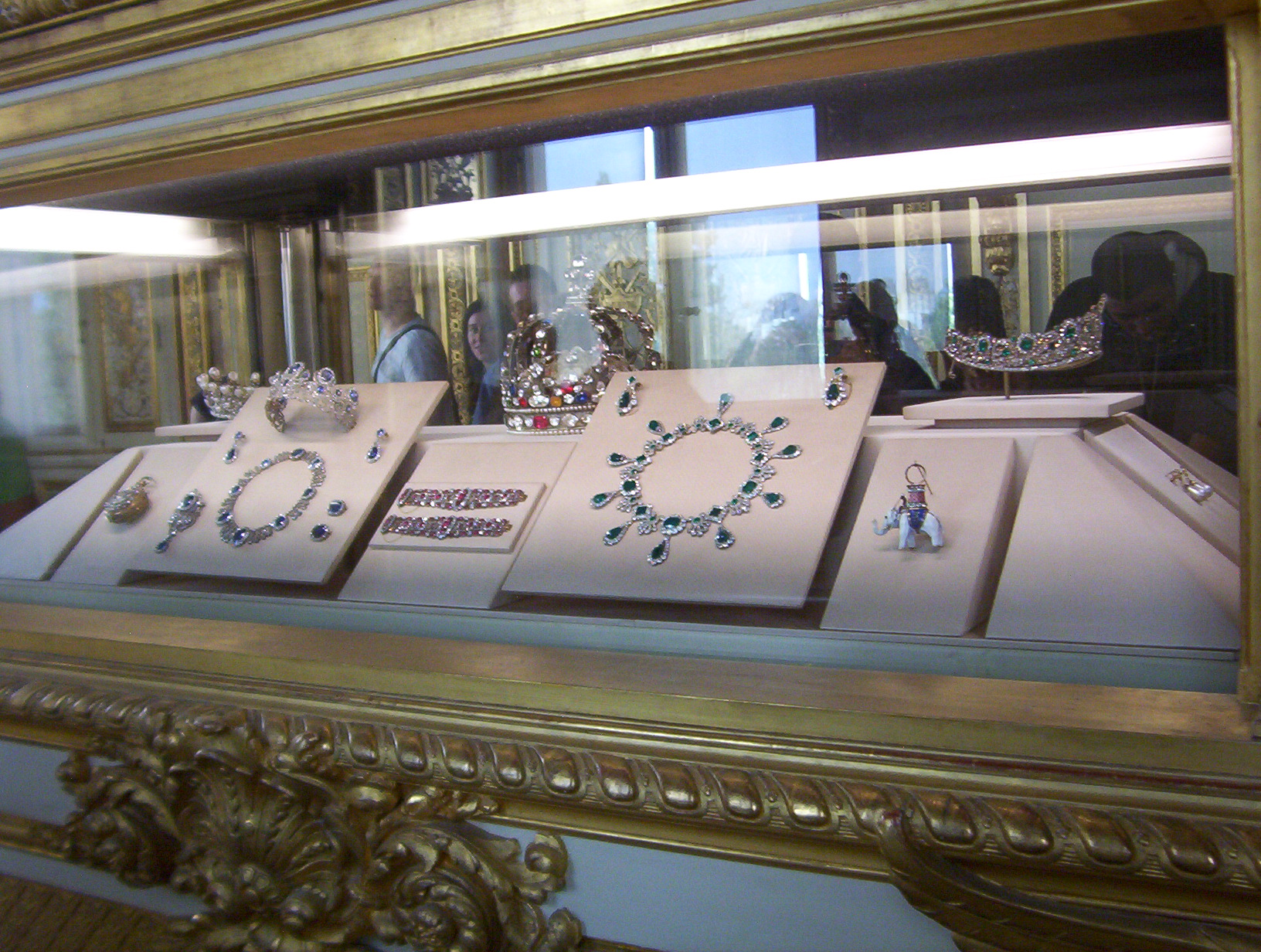
Joyaux exposés au Louvre.

Le fonds sera considérablement augmenté par la suite, notamment par Louis XIV (Bleu de France, Sancy).
En 1661, Mazarin lègue à Louis XIV dix-huit diamants magnifiques auxquels on donne son nom. Le plus gros est le « Sancy ». Parmi les autres subsistent le « Mazarin 17 » et le « Mazarin 18 », l'un et l'autre sertis dans la broche-pendentif de l'impératrice Eugénie. On compte également le Grand Mazarin, diamant rose de 19 carats cédé par l'État lors de la vente de 1887. Sous le règne de Louis XIV, plusieurs autres pièces viennent encore s'ajouter. Les pierres sont parfois mises en gage mais elles sont toujours récupérées. Un inventaire en est dressé en 1691.
Louis XVI décide de faire retailler en brillants les diamants, à l'exception de deux parures. Cette retaille est réalisée à Anvers, entre 1786 et 1788.

### Révolution (1789 – 1792)
Lors de la Révolution, les biens de l'État ne sont plus à la libre disposition du roi. Les joyaux de la Couronne, qui se trouvaient à Versailles, sont ramenés au Garde-meuble de la Couronne, place Louis XV (actuelle place de la Concorde), administré par Thierry de Ville-d'Avray. Le roi reçoit alors une dotation : la liste civile. Par les décrets des 26, 27 mai et 22 juin 1791, l'Assemblée constituante décide de faire dresser l'inventaire des diamants et pierreries de la Couronne. L'inventaire compte 9 547 diamants, 506 perles, 230 rubis et spinelles, 71 topazes, 150 émeraudes, 35 saphirs et 19 pierres. Le prix des joyaux est estimé à 23 922 197 livres. Le « Régent » est à lui seul estimé à 12 millions, le « bleu de France » à 3 millions, et le « Sancy » à 1 million.
Dans la semaine du 11 au 17 septembre 1792 (voir ci-dessous), une bande vraisemblablement dirigée par un certain Paul Miette dérobe une partie des diamants, qui se trouvent alors à Paris, à l'hôtel du Garde-Meuble de la Couronne, où le trésor est conservé mais mal gardé. À la suite d'une enquête menée entre 1792 et 1794, les deux tiers des joyaux seront retrouvés, parmi lesquels le « Régent », le « Sancy », et la plupart des « Mazarins ». La collection, déposée à la Trésorerie nationale, est alors estimée à 17 millions de livres.
Sous la Convention, la collection s'enrichit des pierres issues de la confiscation des biens d'émigrés et des joyaux du roi de Sardaigne. Vers 1795 la collection vaut, selon les estimations, 21 millions de livres.
Sous le Directoire, le besoin de ressources se faisant éprouver, on prend la décision de vendre les pierres à l'étranger.
En 1796, Daubenton, professeur de minéralogie, choisit des pierres pour les déposer au Muséum national d'histoire naturelle ; parmi ces pierres figure le « Grand Saphir ».
Entre 1797 et 1800, la nécessité de trouver des fonds pour approvisionner l'armée conduit à la mise en gage des diamants.

### Vol des joyaux de la Couronne (août et septembre 1792)
Marc-Antoine Thierry de Ville-d'Avray est tué à la prison de l'Abbaye, à Paris, le 2 septembre 1792, lors des massacres de Septembre. 
Si l'on en croit le compte-rendu officiel, les joyaux de la Couronne sont volés quelques jours plus tard, lors du sac de l’hôtel du Garde-Meuble, entre les 11 et 16 septembre 1792. Les guérites des gardes nationaux qui ont la charge de la protection du bâtiment sont situées à l'opposé de la cour donnant sur la Salle des bijoux, et ils ne font plus de ronde depuis la pose des scellés, qui a eu lieu au moment de la prise des Tuileries, par le peintre et commissaire de la section des Tuileries, Jean-Bernard Restout (1732-1797). Celui-ci avait réclamé des renforts au ministre de l'Intérieur Roland, car il estimait que le Garde-Meuble était insuffisamment gardé, mais n'avait pas été entendu. 
Le contexte se prêtait à ce « casse du siècle ». Dès 1791, la Première République, dans un accès de transparence, avait publié et diffusé un inventaire des joyaux de la Couronne. Or un an plus tard, les troubles se multiplient dans le pays : destitution du roi, invasion par l'Est des Austro-Prussiens commandés par le duc de Brunswick et décidés à rétablir la monarchie en France, élargissement de prisonniers et massacres de Septembre... En sorte que les voleurs n'ont pu que saisir leur chance pour dérober près de 9 000 pierres précieuses, soit l'équivalent de sept tonnes d'or, ce qui représenterait aujourd'hui un demi-milliard d'euros de bijoux, orfèvrerie et pierreries. Le cambriolage se déroule cinq nuits durant, et voit défiler une trentaine de brigands qui, de plus en plus nombreux à chaque « visite », organisent de véritables orgies en faisant venir des femmes légères. 
Au cours de la nuit du 16 septembre, à 23 heures, une patrouille de gardes, alertée par des bruits suspects, repère des voleurs qui, fouillés, ont leurs poches remplies de pierres précieuses. Le ministre de l'Intérieur Roland, chargé de l'enquête, obtient rapidement la peine capitale pour les voleurs pris sur le fait et les fait passer pour des contre-révolutionnaires. Ces derniers obtiennent le sursis en échange de dénonciations. Les malfrats, avec à leur tête un repris de justice redoutable, Paul Miette, sont essentiellement de petits voleurs relâchés des prisons lors des massacres de Septembre, associés à des rouennais, bande de voleurs professionnels. Douze sont condamnés à mort, cinq sous-fifres sont guillotinés sur le lieu même de leur forfait, place de la Révolution. 
Après deux ans d'enquête, bien que les trois quarts des grandes gemmes royales soient récupérées (dont les diamants Sancy et Régent retrouvés précisément lors du procès de Danton que certains ont soupçonné d'être impliqué dans ces vols), les plus grands insignes royaux de chevalerie (les joyaux de l'ordre Saint-Esprit, ceux de la Toison d’Or emportés à Londres par les rouennais), ainsi que de nombreux objets majeurs (épée de diamant de Louis XVI, la « chapelle de Richelieu », etc.) disparaissent définitivement. 

Toutefois, les joyaux contenus dans le trésor de la monarchie française ayant la plus grosse valeur marchande n'ont peut-être pas été volés en septembre 1792 : 
« Le dimanche (5 août) et le lundi (6 août) précédant le (vendredi) 10 août 1792 qui marque la fin de la monarchie, six malles sortent furtivement du Garde-Meuble (National). Elles appartiennent au gendre de Thierry de Ville-d'Avray, Baude de Pont-l'Abbé, et sont acheminées par Azèle, son homme de confiance chez Prévost d'Arlincourt, ex-fermier général (hôtel parisien de la rue Saint-Honoré, no 342) qui, comme la plupart de ses anciens collègues, avait fait passer des fonds en territoire ennemi. »,.

### Reconstitution (1799 – 1870)

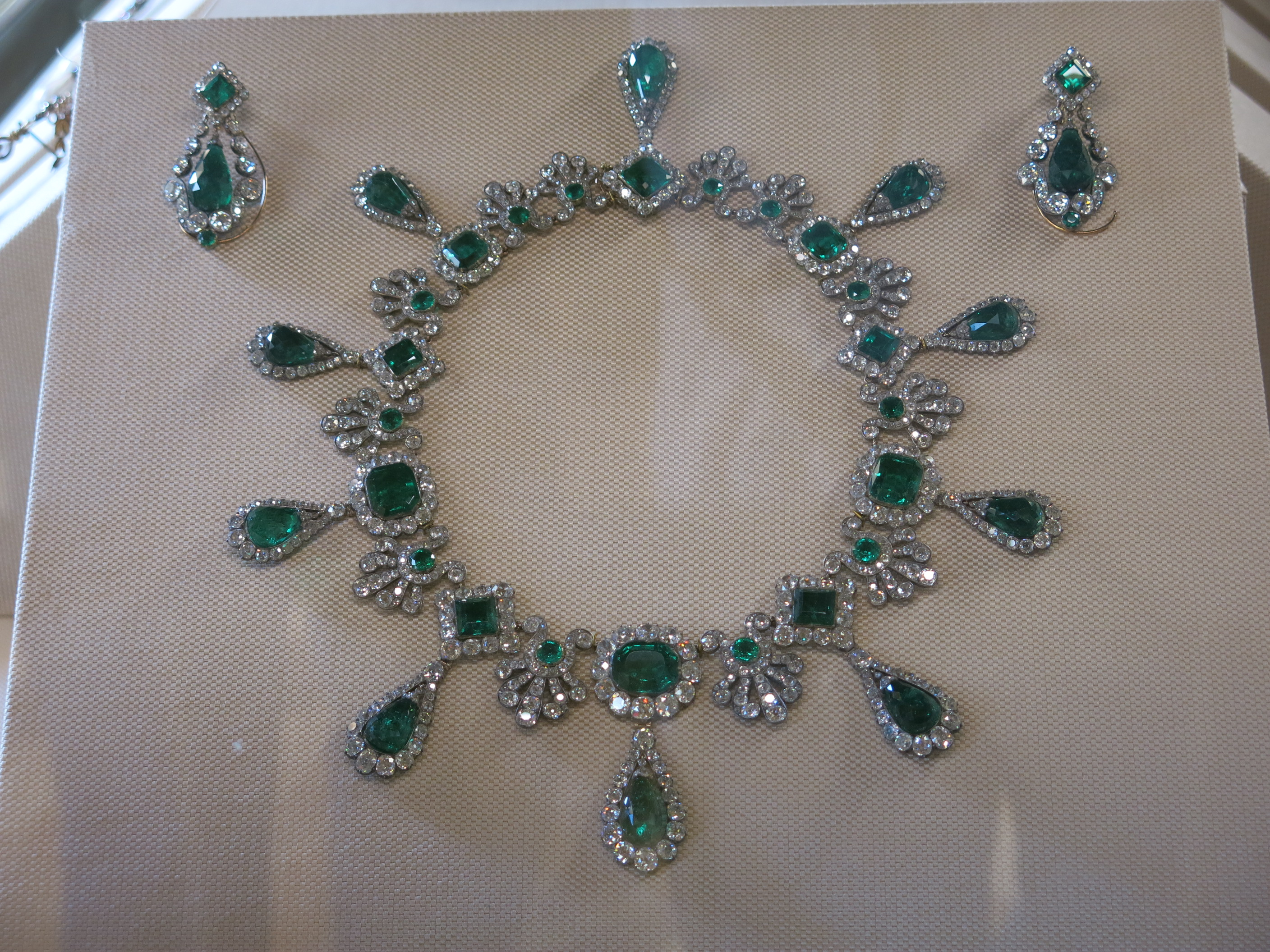
Collier et boucles d'oreilles de l'impératrice Marie-Louise.

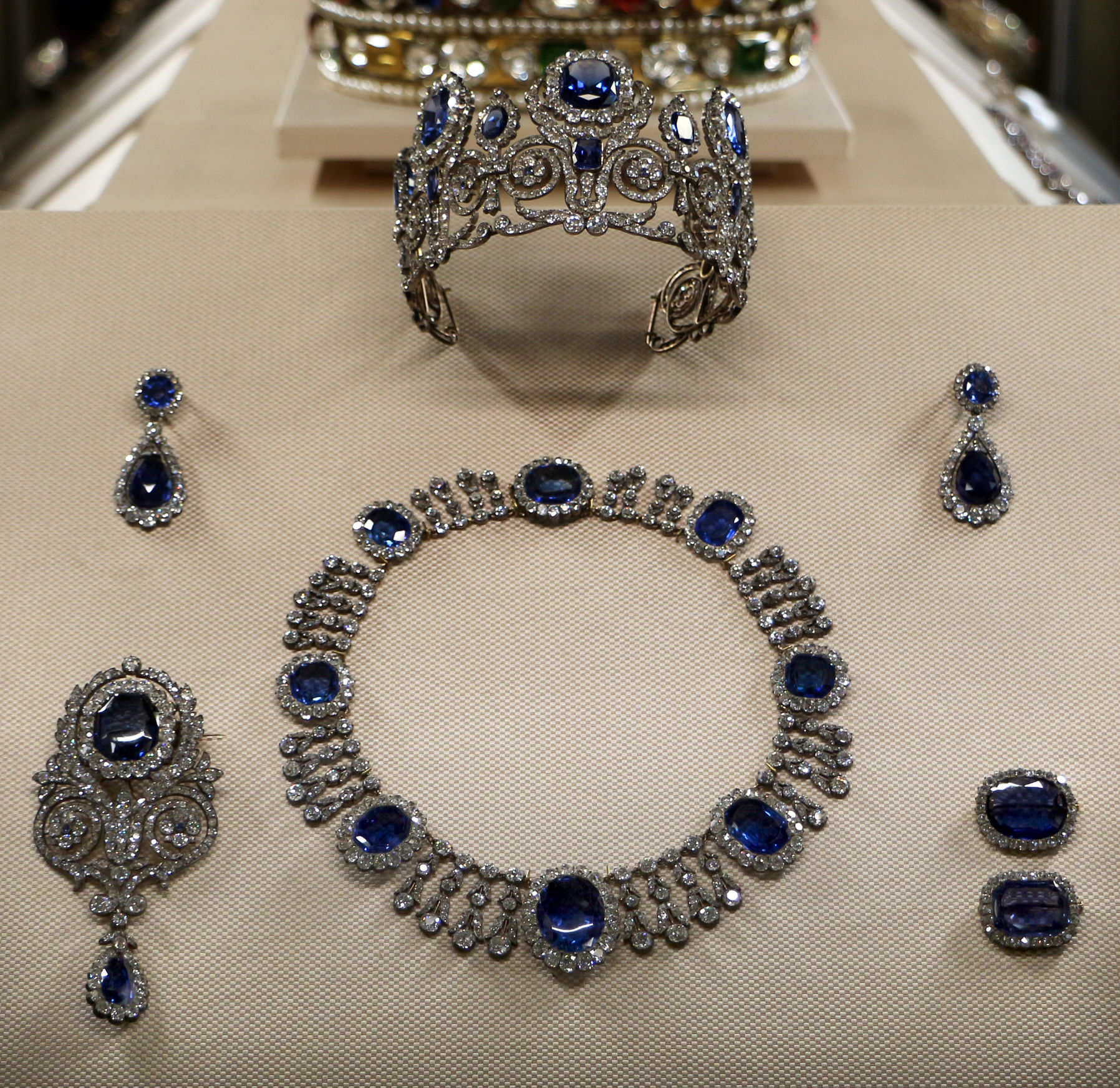
Parure et couronne de la reine Marie-Amélie.

Le Consulat ayant réussi à assainir les finances de l'État, Bonaparte fait revenir en France les joyaux qui avaient été engagés : le « Régent », auprès du banquier Ignace-Joseph Vanlerberghe[réf. nécessaire], d'autres pierres qui étaient en possession du marchand berlinois Treskow, et celles qu'avaient les héritiers du marquis d'Iranda, mais pas le « Sancy », vendu à Manuel Godoy.
Napoléon Bonaparte donne 400 000 francs de bijoux en 1802 et 254 198 francs à Joséphine. La collection est estimée à 13 950 000 francs-or à la fin du Consulat. Elle comprend le « Régent », le « Diamant de la Maison de Guise », le diamant rose « Hortensia », qui prend le nom de la fille de l'impératrice, le « Grand Mazarin » et trois autres pierres de Mazarin. Après son sacre en 1804 mais surtout son mariage avec l'archiduchesse Marie-Louise en 1810, l'empereur des Français accroît considérablement la collection des joyaux de la couronne, notamment à l'égard des parures consacrées à sa seconde épouse.

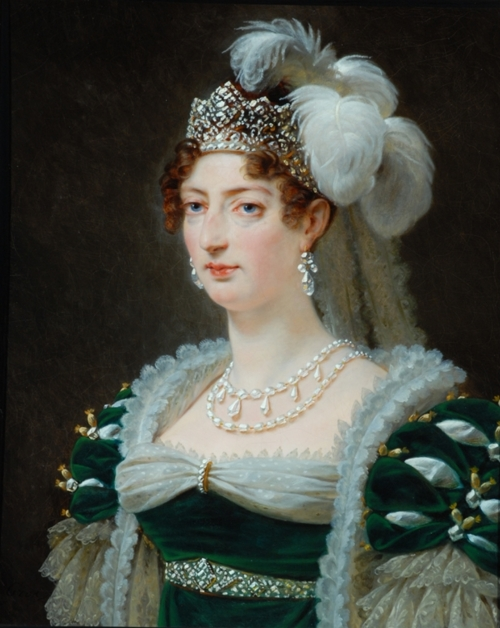
Marie-Thérèse-Charlotte de France, duchesse d'Angoulême. Elle porte ici un diadème de diamants personnels.

La collection est de nouveau augmentée sous Napoléon, de telle sorte qu'elle comprend en 1814 65 072 pierres et perles, la plupart montées en bijoux, soit 57 771 diamants, 5 630 perles et 1 671 pierres de couleur (424 rubis, 66 saphirs, 272 émeraudes, 235 améthystes, 547 turquoises, 24 camées, 14 opales, 89 topazes).
Le retour des Bourbons va ramener en France le rubis « Côte-de-Bretagne », le « Second Mazarin » et deux autres diamants. L'inventaire qui en est fait en 1823 aboutit à une estimation de 20 319 229,59 francs. La Restauration est une période de faste pour la cour de France restaurée. Louis XVIII et Charles X étant veufs, leur nièce (et bru pour le second) Marie-Thérèse-Charlotte, épouse du duc d'Angoulême, est une véritable reine de substitution pour le régime, en plus d'être la seule survivante de la famille de Louis XVI. Elle fait commander, dans les années 1810 auprès des joailliers Bapst et Ménière, plusieurs parures de pierreries qui enrichissent le trésor, tout en réutilisant des pierres déjà utilisées pour des parures des impératrices Joséphine et Marie-Louise.
L'estimation faite des joyaux de la couronne en 1830 après la révolution de Juillet aboutit à la somme de 20 832 874,39 francs.
Louis-Philippe à la différence de ses prédécesseurs, n'enrichira pas du tout le trésor et n'utilisera pratiquement pas les joyaux de la Couronne durant toute la monarchie de Juillet. Son épouse la reine Marie-Amélie, en revanche, possédait plusieurs joyaux personnels, qui resteront dans la famille d'Orléans jusque dans les années 2000, date à laquelle ils seront vendus au Louvre par les héritiers de la comtesse de Paris, étant désormais exposés aux côtés des « vrais » joyaux de la Couronne, bien qu'ils n'aient pas fait partie de la collection à proprement parler à l'époque.
Le Second Empire, en revanche, est une nouvelle période faste pour la collection des joyaux de la Couronne, qui s'enrichissent de nouvelles et nombreuses pièces. L'impératrice Eugénie, grande amatrice de pierreries, effectue de nombreuses commandes, tout en réutilisant les parures déjà existantes ou en les remontant.
Lors de la guerre de 1870, à l'annonce des premières défaites, les joyaux de la Couronne sont confiés à un contrôleur de la Banque de France, Léon Chazal, fils d'Antoine Chazal, et ils sont transportés à l'arsenal de Brest, puis transférés sur un bateau de guerre, prêt à appareiller.

### Dispersion sous laIIIeRépublique
Dans le cadre de la préparation de la loi sur l'aliénation des diamants de la Couronne, le gouvernement nomme en 1882 une commission d'expertise des diamants composée de cinq membres. Une estimation donne une valeur de 21 267 040 francs à la collection, mais juge qu'une partie des diamants ne doit pas être vendue.
Le 20 juin 1882, Benjamin Raspail fait voter par la Chambre son projet de loi d'aliénation des diamants de la Couronne pour financer une caisse des invalides du travail contre le projet de Jules Ferry qui souhaite que cette vente alimente une caisse de dotation des Musées nationaux. Pour Jules Ferry, donner le produit de la vente aux invalides du travail ne serait « qu'une goutte d'eau dans l'océan ». Le projet est alors porté au Sénat. Plusieurs années de discussion vont alors continuer sur la vente de la totalité ou d'une partie des joyaux, et sur l'affectation du produit de la vente. Le 26 octobre 1886, le Sénat vote la loi sur la vente des joyaux de la Couronne suivant l'amendement Boulanger qui ne fixe pas l'affectation du produit de la vente. Le 7 décembre 1886, la Chambre vote la loi, après avoir accepté le rapport du député Daniel Mérillon, qui propose de reprendre le texte déjà voté par le Sénat.

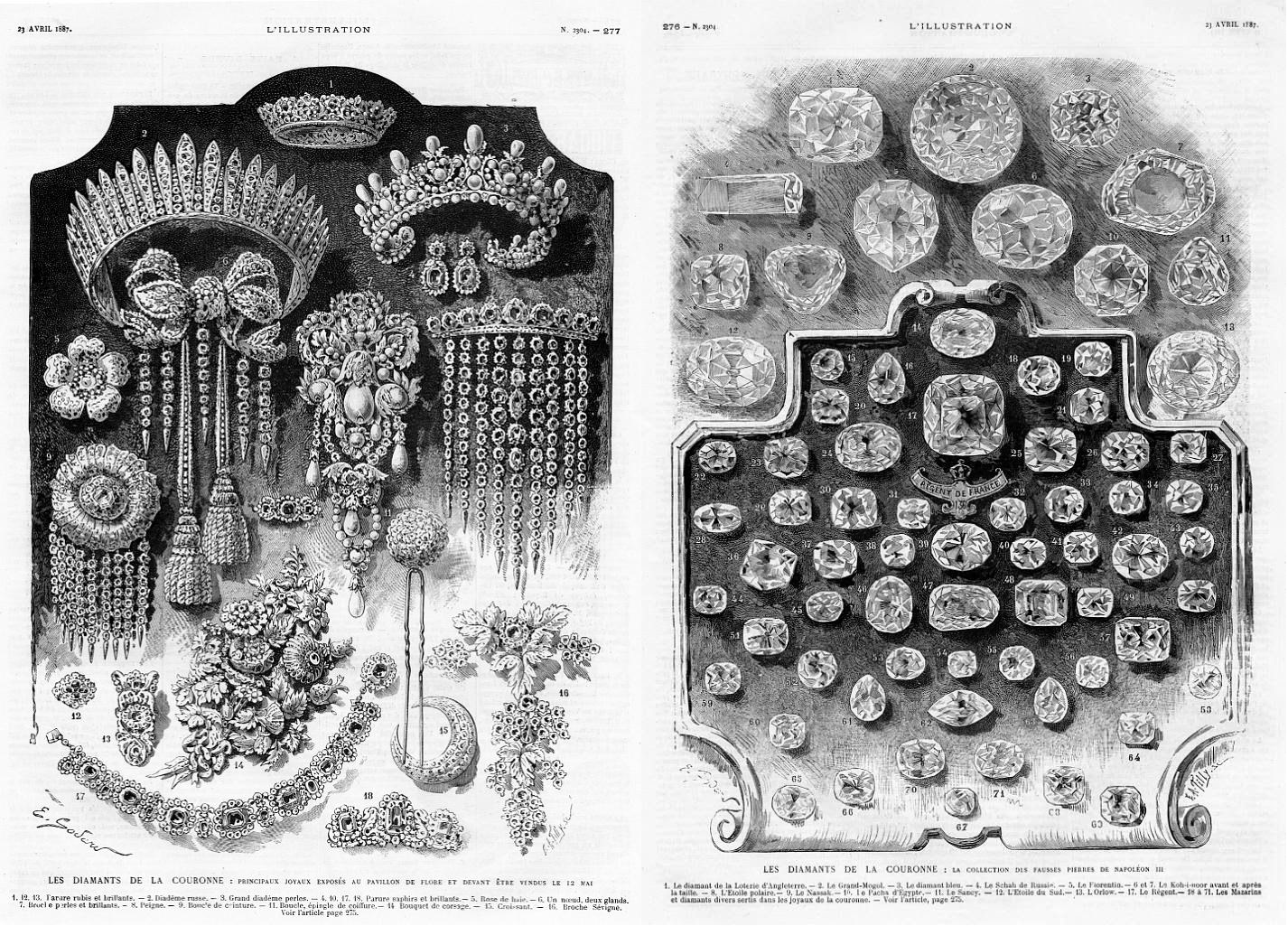
Pages du catalogue de la vente des joyaux de la Couronne de 1887 (clichés Michel Berthaud).

Une commission est installée le 15 février 1887 pour décider des mesures à prendre pour les joyaux attribués au musée du Louvre. Elle conclut qu'ils doivent être exposés dans la galerie d'Apollon. Du 12 au 23 mai 1887 a lieu la vente aux enchères d'une partie des pierres précieuses sous la Troisième République. Le Régent reste au musée du Louvre. La vente des joyaux de la Couronne rapporte 6 864 050 francs, placés à la Caisse des dépôts et consignations. Les discussions vont durer sur l'affectation des fonds dégagés par cette vente : caisse de dotation des Musées nationaux ou caisse des invalides du travail.
En 1887, une partie des gemmes des Joyaux de la Couronne de France est affectée à l'École des mines de Paris.
Lors de la vente de mai 1887, la broche reliquaire de l'impératrice Eugénie, désignée « agrafe rocaille » et constituée de quatre-vingt-cinq diamants montés sur argent doré, qui avait été adjugée aux joaillers Frédéric Bapst et Alfred Bapst, est attribuée au musée du Louvre.
Mélangés à plusieurs regalias, comme les couronnes royales et impériales lors de la vente de 1887, certaines pièces sont cependant conservées, pour leur valeur historique, par le musée du Louvre après la vente.
En 1890, le prince Albert von Thurn und Taxis achète le diadème exécuté par le joailler officiel de la Couronne Alexandre-Gabriel Lemonnier (de) pour constituer le cadeau de mariage pour son épouse. Il restera près de cent ans dans la famille.
En septembre 1914, devant l'avance des Allemands, le gouvernement part pour Bordeaux ; Albert Dalimier, sous-secrétaire d'État aux Beaux-Arts, emporte dans une sacoche de cuir les joyaux de la Couronne.
À partir de 1945, et jusqu'à sa mort en 1953, le duc de Westminster procède à l'achat des bijoux dispersés de la couronne pour les offrir à Aimée de Heeren.

### Rachats par le  musée du Louvre

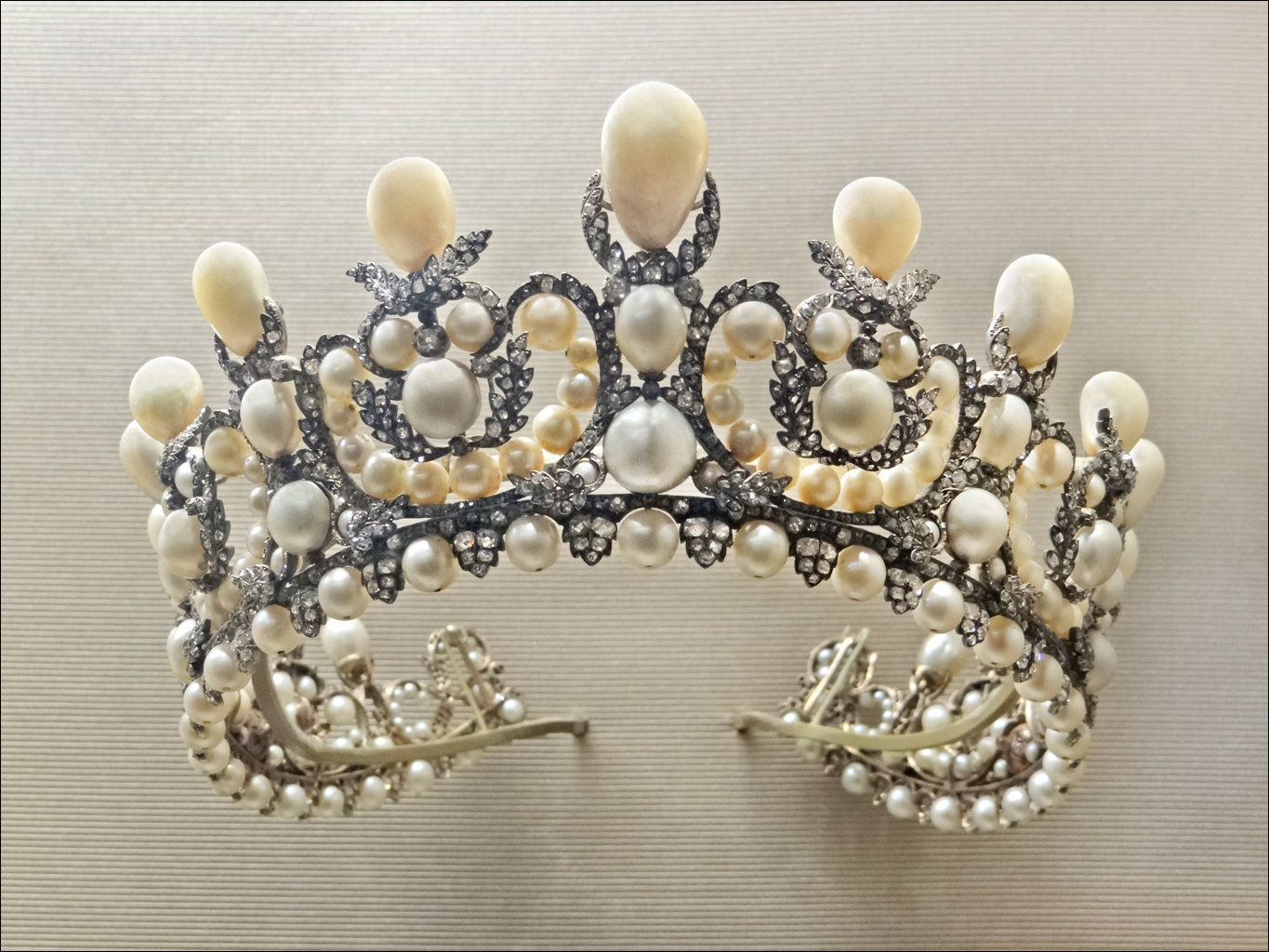
Diadème de l'impératrice Eugénie acquis en 1992

En 1988, le musée du Louvre acquiert la couronne de l'impératrice Eugénie – 2 490 diamants et 56 émeraudes, montés sur or –, réalisée en 1855 par le joailler Alexandre-Gabriel Lemonnier.
En 1992, la Société des amis du Louvre rachète le diadème de perles de l'impératrice Eugénie – en argent doublé or, 212 perles d'Orient et 1 998 diamants –, réalisé en 1853 par Alexandre-Gabriel Lemonnier, et qui appartenait jusque-là à un ami d'Aimée de Heeren, Johannes, 11e prince de Tour et Taxis (1926-1990), possesseur par héritage d'un très important patrimoine artistique.

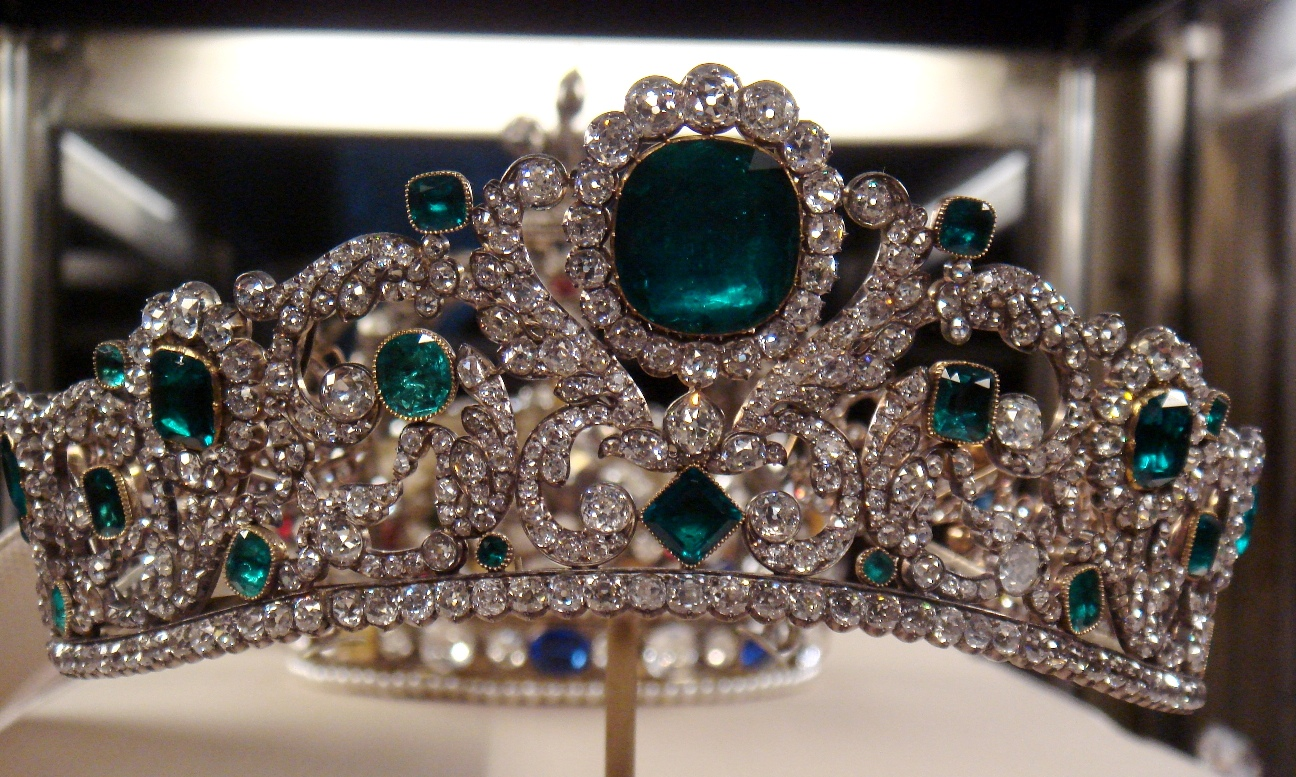
Le diadème de la duchesse d'Angoulême acquis en 2002

Le diadème de brillants et d'émeraudes de la duchesse d'Angoulême, vendu en 1887 et resté pendant plus d'un siècle dans des collections privées, réapparaît à Londres dans la seconde moitié du XXe siècle comme possession d'Antony Lambton, alors fils du 5e comte de Durham. Exposé à partir des années 1980 au Victoria and Albert Museum, le diadème est vendu par Lambton en 2002, et alors acquis par le Louvre où il est exposé depuis.

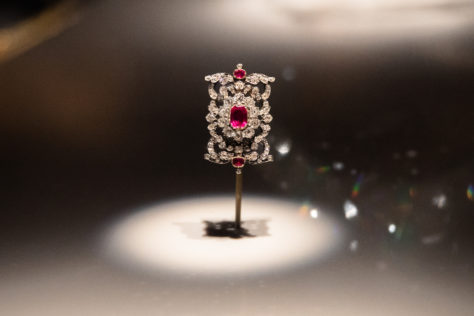
Plaque de ceinture de la duchesse d'Angoulême

En 2008 a pu être racheté le grand nœud de corsage, en diamants, de l'impératrice Eugénie, réalisé en 1855 par François Kramer, joailler personnel de l'impératrice Le bijou était resté dans la famille Astor pendant plus de cent ans. En 2015 a pu être rachetée la broche d'épaule de l'impératrice Eugénie, réalisée en 1853 par François Kramer. La broche est entrée dans les collections du Louvre le 11 février 2015.
En octobre 2019, le musée du Louvre acquiert un élément de la ceinture issue de la parure de rubis de la duchesse d'Angoulême (la ceinture était composée de douze autres éléments, dont la plaque centrale, plus importante que les autres). La parure de rubis, d'après les inventaires faits au XIXe siècle, comportait, en plus de la ceinture, un diadème, une « couronnette », un grand et un petit collier, deux bracelets, deux appliques, un pendant de cou, deux boucles d'oreilles, un fermoir et quatorze boutons de corsage. Le diadème, le fermoir ainsi que le grand collier subsistent dans des collections privées. Les deux bracelets, en revanche, se trouvent déjà au Louvre, où ils ont été légués par Claude Mercier en 1973.
Les archives relatives aux joyaux de la Couronne sous le règne de Napoléon III sont conservées aux Archives nationales, au sein du fonds du ministère de la Maison de l'Empereur (sous-série O/5).

### Pièces non conservées au Louvre
Il existe encore plusieurs diamants et parures de la couronne qui, dispersées après 1887, ont refait surface à diverses occasions mais n'ont pas été ou pas pu être rachetées par le musée du Louvre.

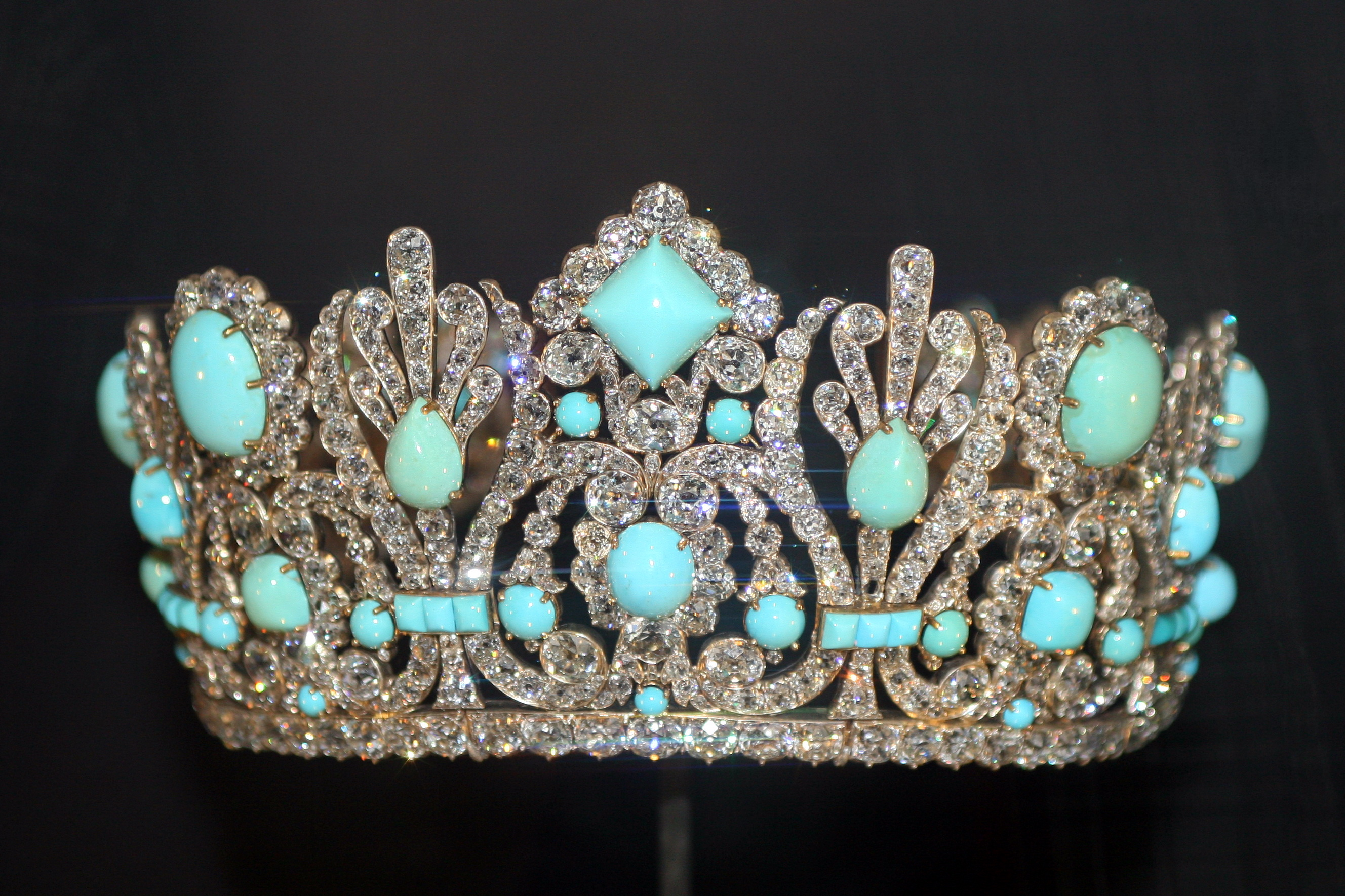
Diadème d'émeraudes (transformé) de l'impératrice Marie-Louise, entreposé au Smithonian Institute de Washington.

La parure d'émeraude de l'impératrice Marie-Louise, composée d'un diadème, d'un collier, d'une paire de boucles d'oreilles, et d'un peigne, avait été commandée pour le mariage de l'empereur avec l'archiduchesse au joaillier François-Regnault Nitot. Elle est emportée par l'impératrice après la chute de l'Empire. A sa mort en 1847, elle les lègue à son cousin Léopold II de Toscane. La parure reste dans la famille Habsbourg jusqu'en 1953, date à laquelle elle est revendue à la maison Van Cleef & Arpels. Les émeraudes du diadème sont alors vendues une à une par le joaillier, qui les remplace par des turquoises. La femme d'affaires américaine Marjorie Merriweather Post le rachète à la fin des années 50 et le lègue à la Smithsonian Institution en 1966, où il rejoint deux autres joyaux entreposés là-bas : le collier de diamants offert par Napoléon à Marie-Louise (également légué par Merriweather Post) à l'occasion de la naissance de leur fils, ainsi que le diamant Hope. Le peigne est transformé et on perd sa trace après les années 1960. Le collier et la paire de boucles d'oreilles sont cependant préservés dans leur état d'origine et rejoignent les collections du musée du Louvre en 2004 grâce au fonds du Patrimoine, à la Société des Amis du Louvre et la direction du musée.
Le diadème de saphirs de la duchesse d'Angoulême, qui possédait également une parure de turquoises, commandé au joaillier Bapst en 1819, est également vendu en 1887. Il réapparaît lors du mariage de Sir Edward Sassoon avec Aline Rothschild. Le diadème reste propriété de leur fille Sybille, marquise de Cholmondeley, qui le fait transformer entre 1937 et 1953 (selon les photographies de la marquise le portant au couronnement de George VI et à celui d'Elisabeth II). La marquise le vend en 1973, et le diadème disparaît ensuite lors d'une vente aux enchères organisées chez Christie's, acquis par un collectionneur privé.
C'est également Christie's qui organise la vente du diamant le Grand Mazarin en novembre 2017 à Genève, pour 12,5 millions de francs suisses, soit le double de son estimation. Le nom du vendeur et celui du nouveau propriétaire ne sont pas divulgués.

## Quelques pièces
Pour donner une idée de l'étendue de ce trésor, l'inventaire de 1691 fait état de 5 885 diamants, 1 588 pierres de couleur, dont le plus beau saphir connu du monde – le « Grand Saphir » – et 488 perles, dont la plus belle perle ronde connue en Europe – la « Reine des Perles » –, de 112,25 grains métriques. Le trésor dispersé à La Révolution est reconstitué au siècle suivant, mais à nouveau dispersé en 1887. A cette date, une grande partie des pierreries avaient été montées en éléments de joaillerie sous le règne de Napoléon III, mais de nombreux diamants sont restés célèbres sans monture spéciale.

### Pierreries
À cette époque, les trois principales pierres utilisées par Louis XIV étaient le « Sancy », le « Diamant bleu » et le « Grand Saphir ». Leur valeur totale en 1691, 11 430 481 livres, fait d'eux les plus beaux joyaux d'Europe.

#### Le «Régent»

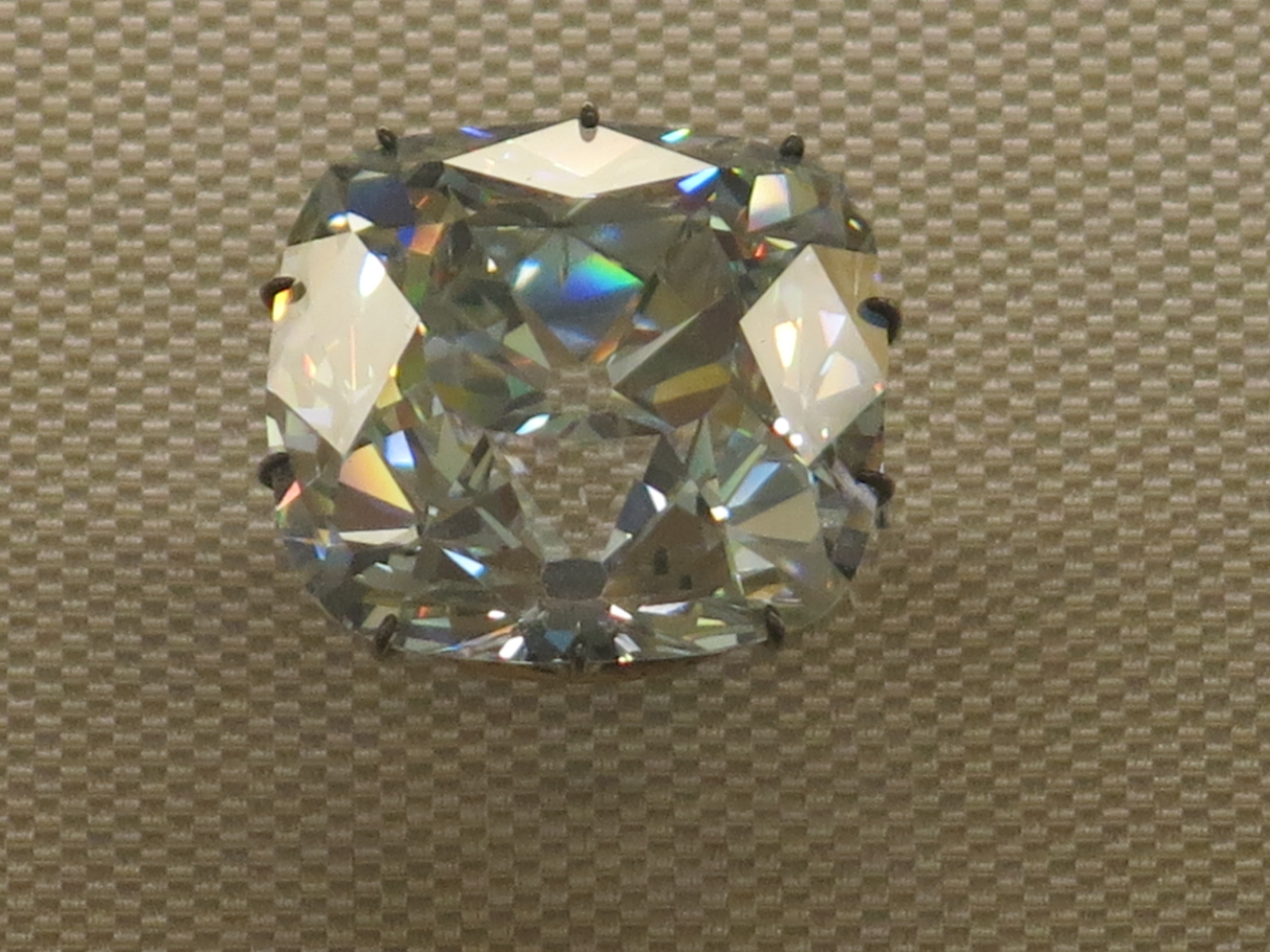
Le Régent au Louvre.

Le « Régent » est un diamant de 140,64 carats. Plus beau joyau de la couronne de France, considéré comme le plus beau et le plus pur des diamants, il devient le symbole de la royauté et de sa magnificence.

#### Le «Sancy»
Diamant jaune pâle de 55,23 carats, estimé à 600 000 livres en 1691 (soit plus de 18 millions d'euros de 2022), le « Sancy » est le plus gros et le plus beau des diamants de Mazarin.

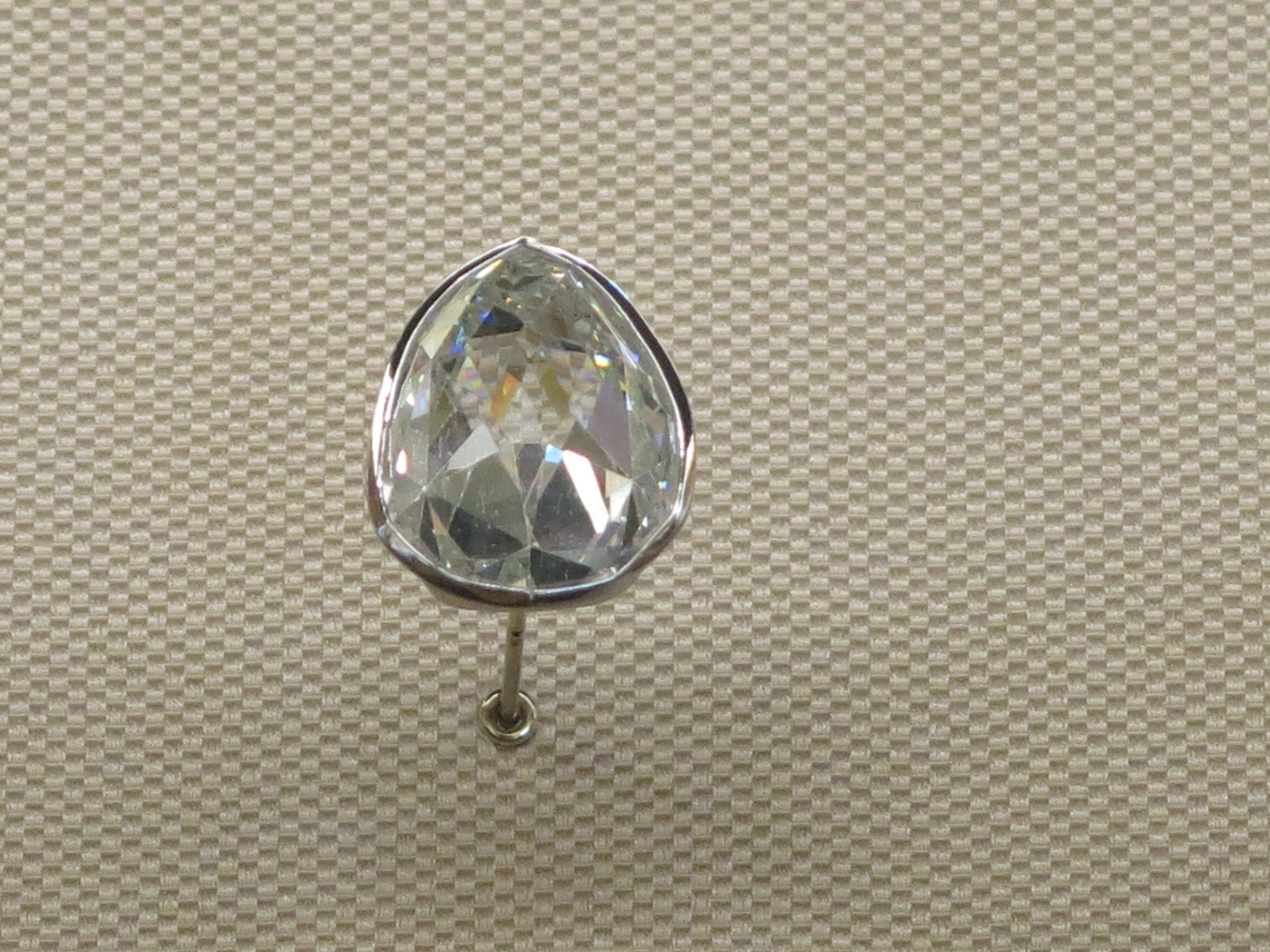
Le Sancy au Louvre.

D'origine indienne, c'est le premier diamant taillé avec facettes symétriques. Acquis en 1594 en Turquie par Nicolas de Harlay de Sancy, ambassadeur à Constantinople, plus tard surintendant des finances d'Henri IV, il est vendu à Jacques Ier d'Angleterre en 1604, et revendu par la reine Henriette-Marie de France, épouse de Charles Ier d'Angleterre, au cardinal Mazarin en 1657, qui le lèguera en 1661 à Louis XIV avec dix-sept autres diamants. Louis XIV le portait au chapeau. Il sera racheté par les musées de France en 1976.

#### Le «diamant bleu»  de Louis XIV (Aujourd'hui le diamantHope)

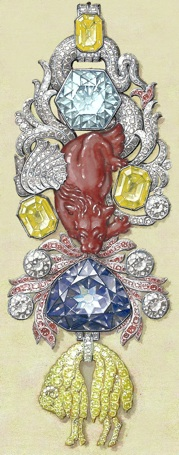
La Toison d'or de Louis XV : au milieu, le spinelle en forme de dragon dit « Côte-de-Bretagne » ; en dessous, le « Diamant Bleu », désormais connu sous le nom de « Hope ».

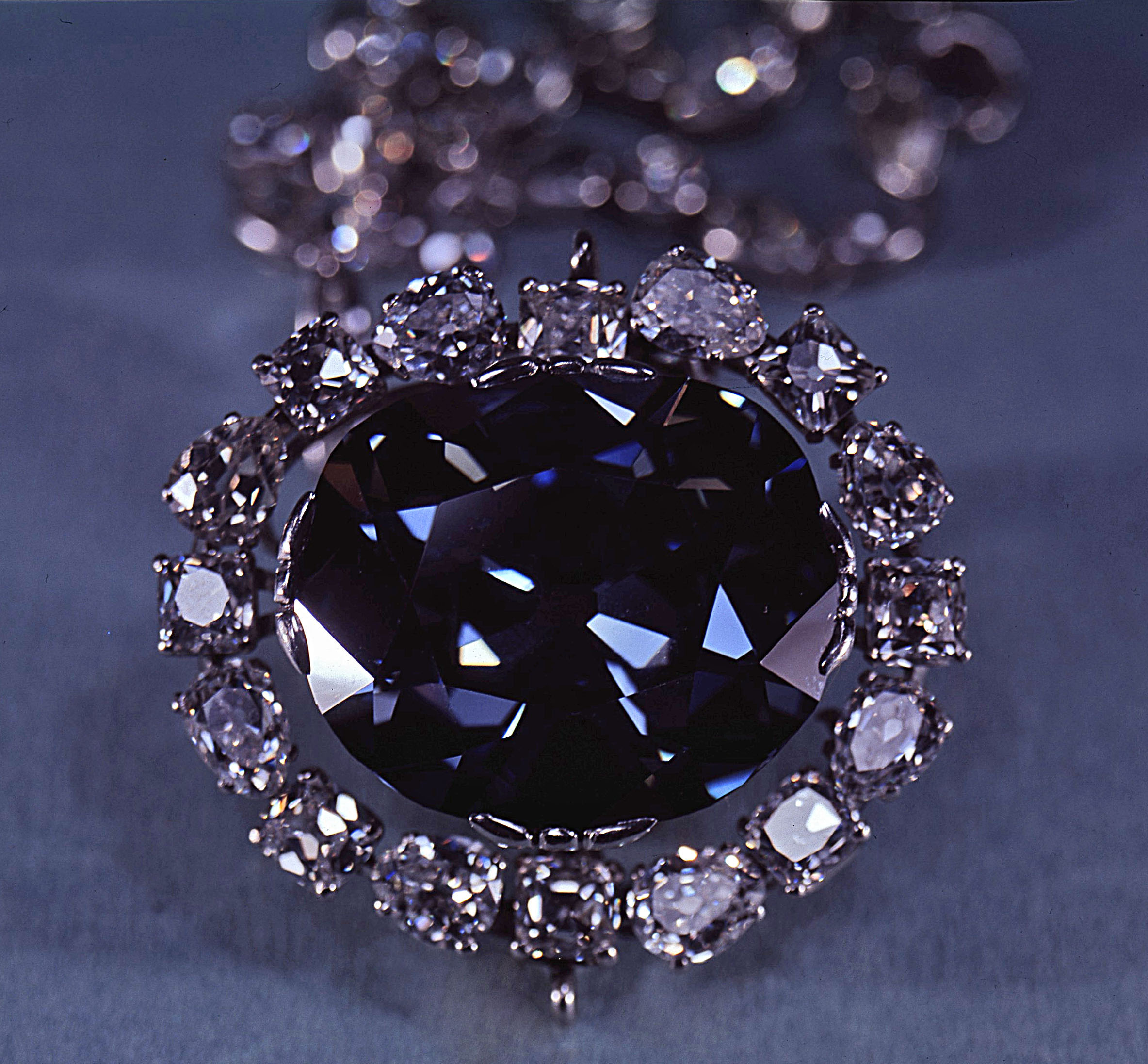
Le Hope en 1974.

Ce diamant bleu de 69 carats fut volé en 1792 puis illégalement retaillé avant 1812. Il est maintenant connu sous le nom de « Hope ».
Ce diamant est communément appelé « Diamant bleu de la Couronne de France ». Mais, dans les différentes archives de la Maison du Roi, le nom « diamant bleu de la Couronne de France » n'apparaît jamais, mais bien celui de « Grand diamant violet de Sa Majesté ». Le terme « violet » désigne alors aussi bien le bleu que le violet. Les appellations « Bleu de France » ou « Bleu français » sont en fait des traductions de l'anglais French Blue.
C'est vers 1670 que Louis XIV ordonne la retaille d'un diamant taillé à l'indienne d'environ 115,4 carats, ramené des Indes en 1668 par Jean-Baptiste Tavernier. Colbert rachète la gemme à ce dernier pour le compte de la Couronne. Le nouveau diamant pèse 69 carats mais sa taille exceptionnelle renforce sa couleur bleue unique. En 1691, il est estimé à 400 000 livres tournois. Il apparaît en 1783 dans l'inventaire des diamants de la Couronne remis à la garde du duc de Liancourt, alors grand maître de la Garde-robe du roi Louis XVI. L'inventaire parle d'un "très grand diamant brillant bleu, ayant beaucoup de dessous, forme en cœur, d'eau vive et nette, désigné par l'inventaire de 1691, pesant 67 carats 1/8. Lequel a été retaillé depuis et est estimé 1 000 000 de livres". Après le « Sancy », le diamant devient le deuxième plus important joyau de la Couronne de France pour les joailliers de l'époque, bien qu'il reste le plus gros et le plus rare des diamants du trésor national. En effet, cette gemme est certainement la plus unique de ce fonds, car aucun diamant bleu aussi important et aussi pur ne semble avoir été trouvé depuis.
Son unique moulage fut retrouvé en 2008 au muséum national d'histoire naturelle, prouvant de fait sa filiation avec le diamant « Hope ». Ce précieux moulage, ainsi que la réplique de ce diamant perdu sont exposés au muséum national d'Histoire naturelle (jardin des Plantes à Paris) au sein de l'exposition « Trésors de la Terre ».

#### Le «Grand Saphir» de Louis XIV
Ce saphir fut longtemps confondu avec le saphir dit Ruspoli, nom de la famille romaine qui le possédait auparavant. En fait il s'agit de deux saphirs très différents. Le « Grand Saphir » est un saphir bleu transparent, parallélépipédique, que Louis XIV acquit vers 1669. Rien ne prouve qu'il le portait en épingle à cravate comme postulé. C'était le plus beau saphir connu au monde à l'époque, et il devint le troisième plus important joyau de la couronne. Il pèse 27,10 grammes (135,80 carats) et est estimé 40 000 livres en 1691. De récentes analyses spectroscopiques ont montré que la gemme est originaire de Ceylan. Ce saphir unique est actuellement exposé  au muséum national d'Histoire naturelle (jardin des Plantes à Paris) au sein de l'exposition « Trésors de la Terre ».

#### Le spinelle dit «Côte-de-Bretagne»

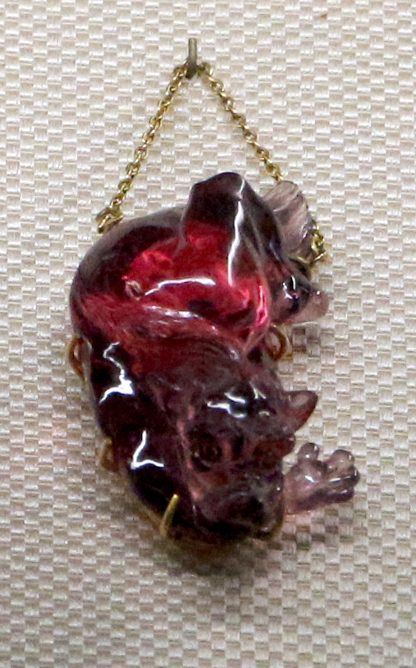
« Côte-de-Bretagne ».

Ce spinelle a appartenu à Marguerite de Foix, puis à sa fille la reine Anne , puis à la fille de celle-ci la reine Claude, toutes trois successivement duchesses de Bretagne. Le roi François Ier le recueillit de sa femme comme duc usufruitier. C'est aujourd'hui la seule pierre que conserve l'état de la liste que le roi fit établir en 1530 pour sa collection des diamants de la Couronne de France. C'est aussi la plus fameuse pierre subsistante du trésor des ducs de Bretagne.
Ce "rubis balais" de 212 carats porté jusque là en bague à pendre ou en "cottoire" ne prend sa forme actuelle que sous Louis XV : la pierre est alors taillée par Jacques Guay en forme de dragon et montée sur une décoration de l'ordre de la Toison d'Or, en diamants et pierres de couleur. Ce dernier bijou, contenant le spinelle-dragon, le « grand diamant bleu de Louis XIV » et un diamant bleuté est volé lors du sac de l'hôtel du Garde-Meuble en septembre 1792. Le spinelle est récupéré par le comte de Provence (futur Louis XVIII) vers 1796 et versé au fonds reconstitué des joyaux de la Couronne en 1824. Lorsque la loi d'aliénation des joyaux est votée en décembre 1886, la IIIe République décide de conserver le Côte-de-Bretagne et de l'exposer dans la galerie d'Apollon au Musée du Louvre.

#### Le diamant rose dit «Hortensia»

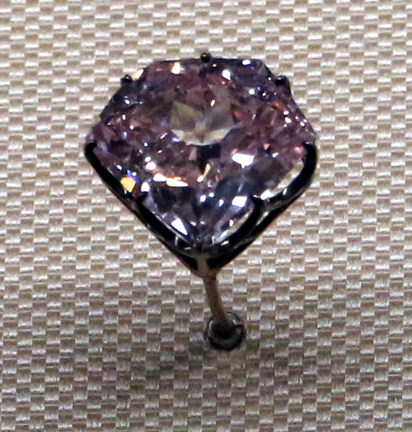
Le diamant rose dit « Hortensia ».

Ce diamant de couleur pêche (rose orangé) de 21,32 carats acquis par Louis XIV qui le portait à la troisième boutonnière, taillé à cinq pans, d'où son nom originel : « diamant à cinq pans ». D'un facetage rappelant celui du « grand diamant bleu de Louis XIV », mais de facture bien plus simple, on ne sait pas quand exactement il fut taillé et acheté par la Couronne, sinon qu'il fut décrit pour la première fois en 1691. Son nom tardif, « Hortensia », est un hommage à la reine de Hollande, Hortense de Beauharnais, qui le porta au début du XIXe siècle.
La dernière utilisation de l'Hortensia appartient à l'impératrice Eugénie en 1856. 
En 1887, il est attribué au Muséum national d'histoire naturelle, puis au Musée du Louvre à Paris où il est exposé.

#### La grande émeraude de Saint Louis
L'émeraude de 51,6 carats, extraite des mines du Habachtal en Autriche, qui ornait le centre de la fleur de lis centrale de la couronne de saint Louis, est de nos jours conservée au Muséum national d'histoire naturelle à Paris.

#### La grande opale de Louis XVIII
Cette opale de 77 carats, provenant de Cervenica en Slovaquie, a été achetée par Louis XVIII et est également conservée au Muséum national d'histoire naturelle. En 1853, elle fut sertie de 48 brillants pour l'impératrice Eugénie.

### Parures et éléments de joaillerie

#### «Une grande chaîne formée de quarante-cinq diamants»
Décrite dans l'inventaire de 1691, il s'agit d'une chaîne de diamants tous taillés en table, sauf une pointe de 8,5 carats, dont un quart composé de diamants de couleur. Ils étaient sertis dans une série de chatons reliés par des crochets qui portaient quelques-uns des plus beaux diamants de la couronne : le « de Guise », le « Second Mazarin », le « Miroir de Portugal », le « Grand Mazarin », et les « Mazarins » « VIII », « X », « XII », « XIII », « XIV », etc. Ces quarante-cinq diamants de la chaîne étaient évalués à 1 996 000 livres. Ce bijou extraordinaire, perdu lors du vol de l'hôtel du Garde-Meuble de 1792, mais dont certaines pierres furent retrouvées peu de temps après, a récemment été reconstitué virtuellement.

Couronnes des Regalia français
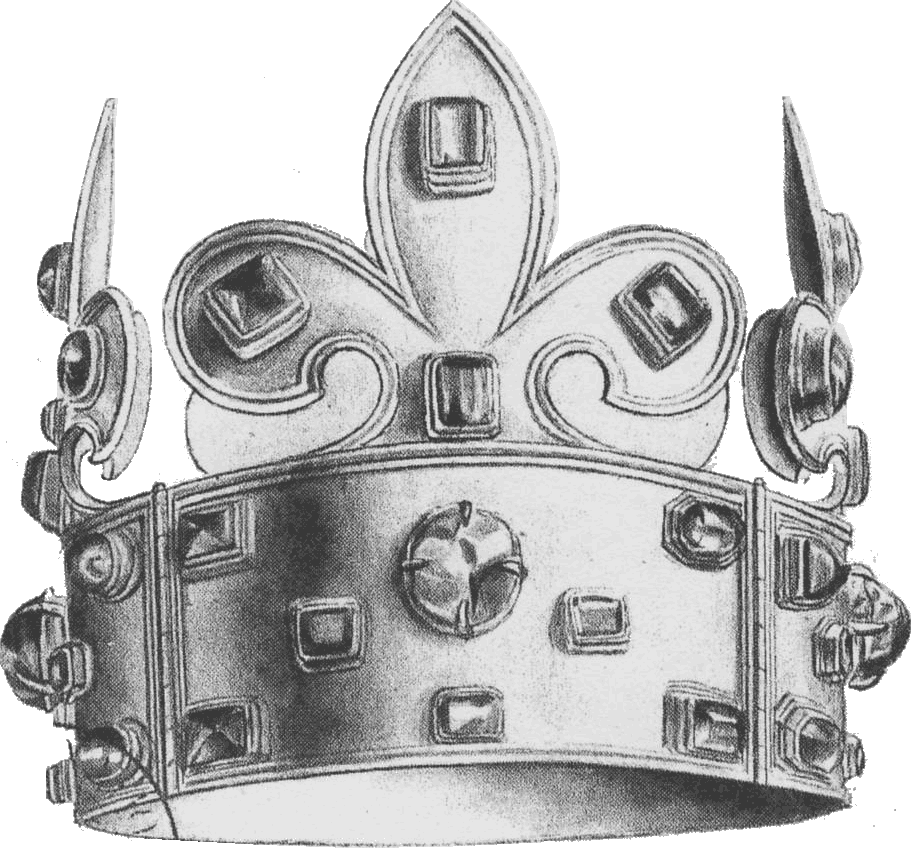
Couronne de Charlemagne, gravure.
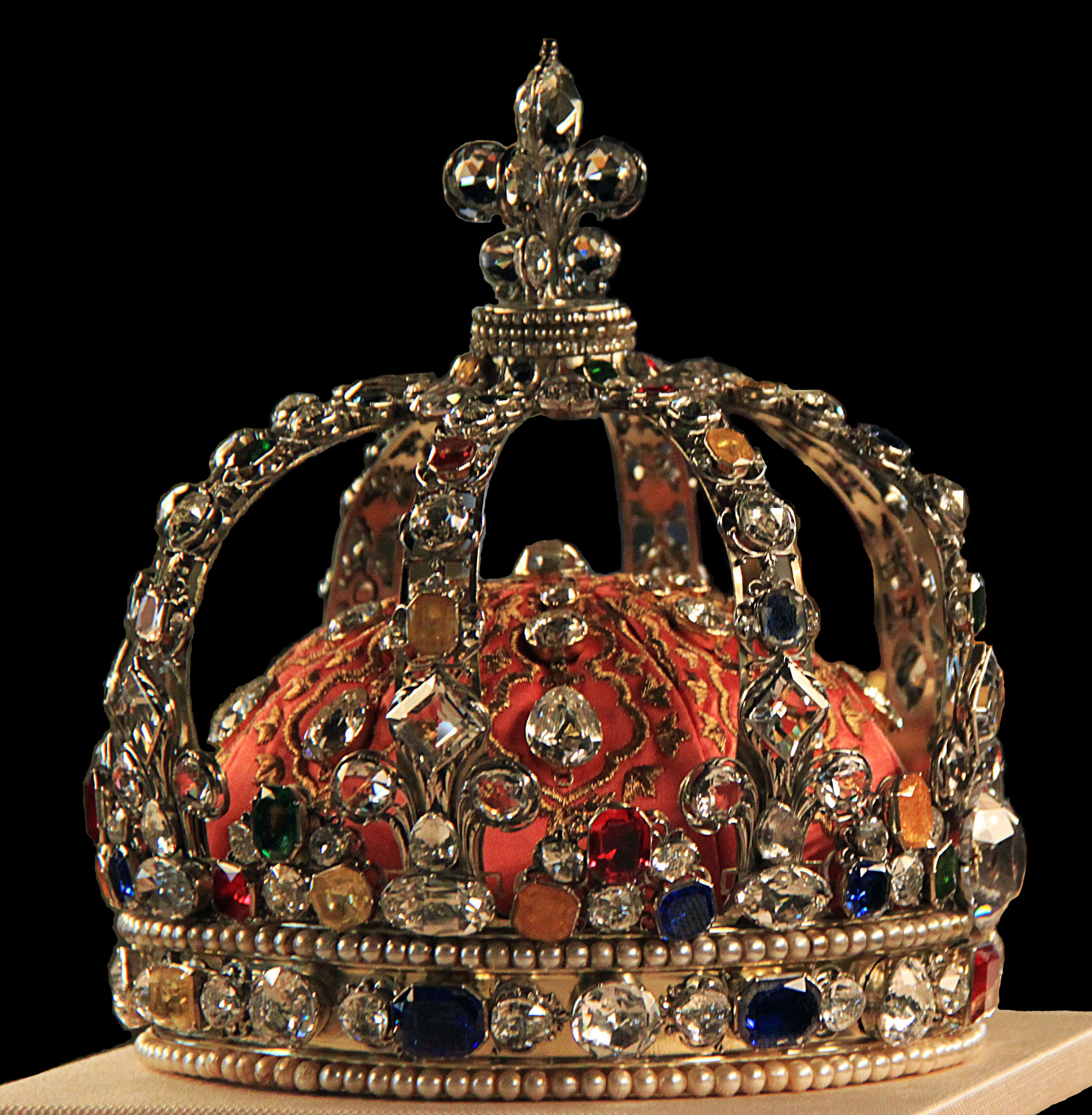
Couronne de Louis XV.
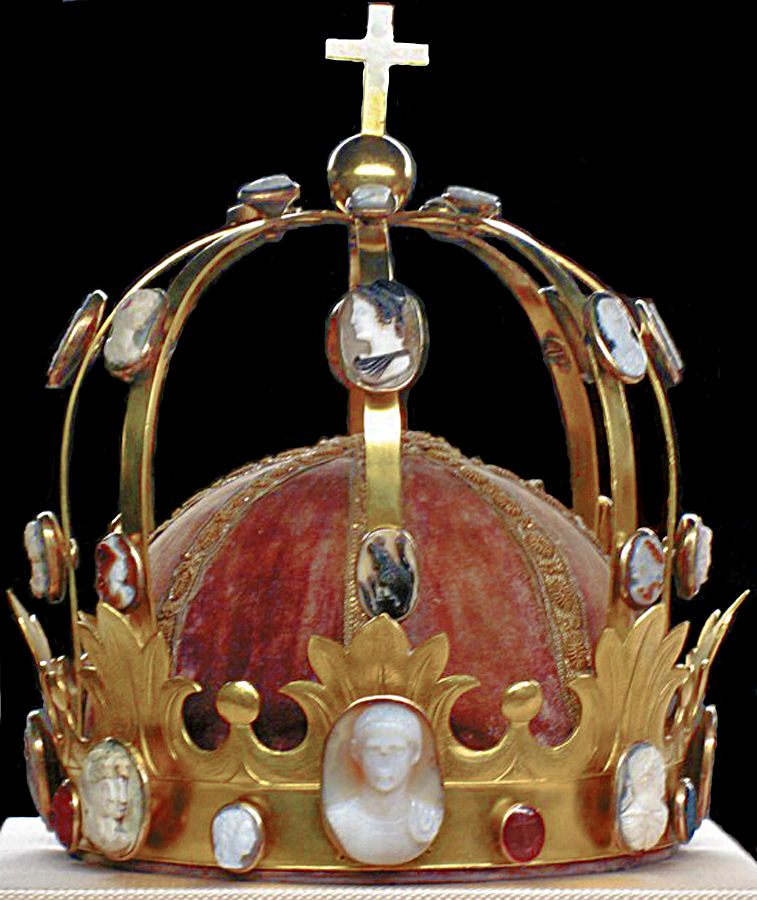
Couronne de Napoléon.
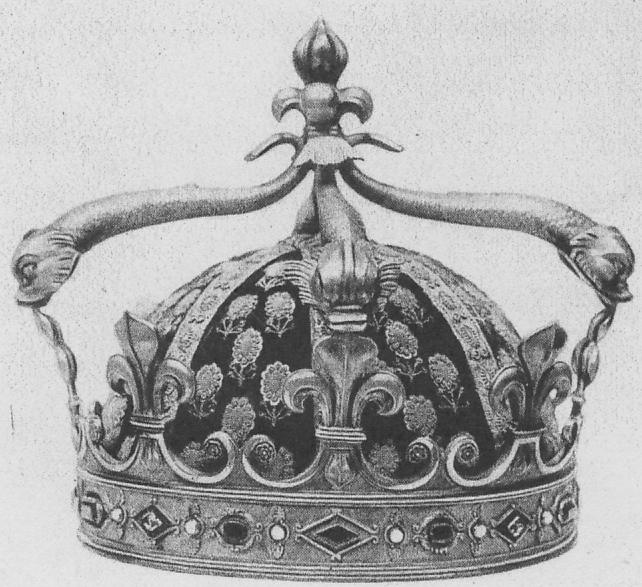
Couronne du dauphin Louis Antoine, duc d'Angoulême.
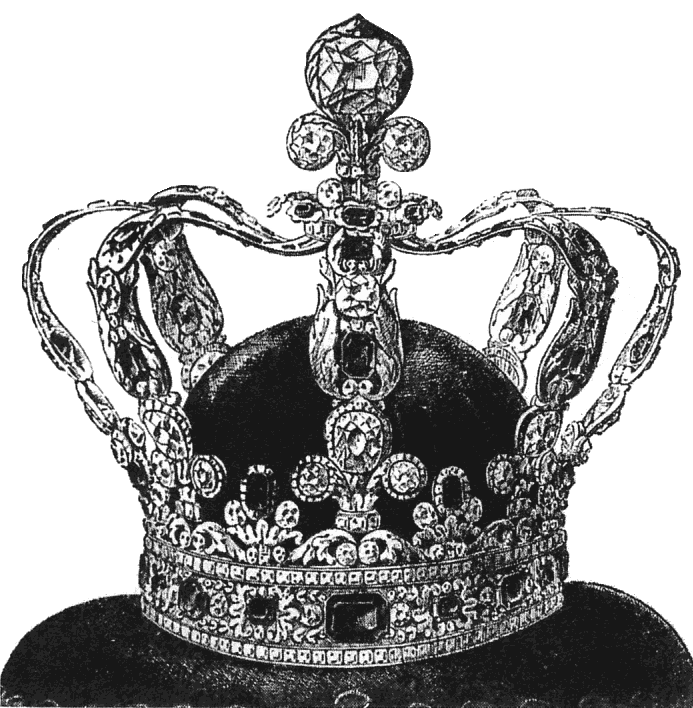
Couronne de Charles X, gravure.
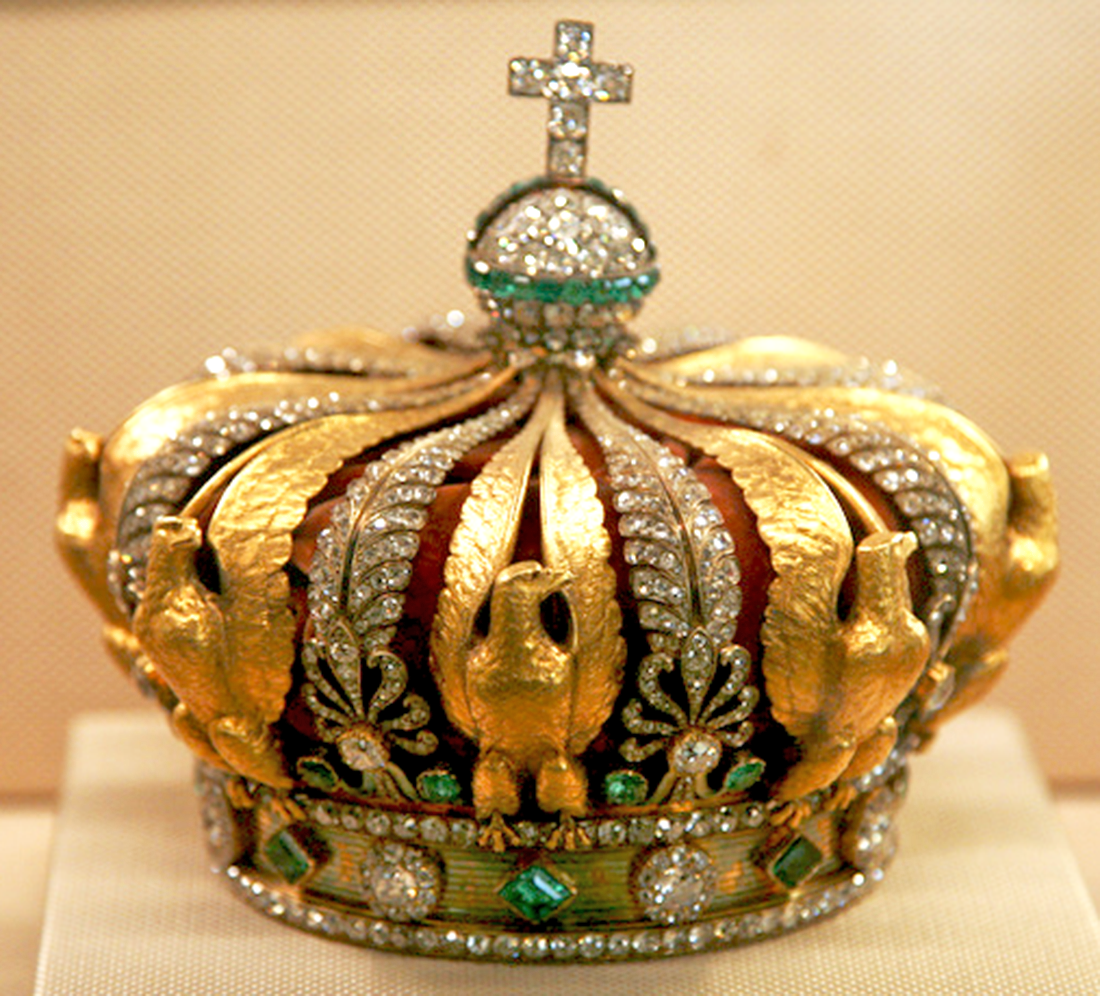
Couronne de l'impératrice Eugénie.
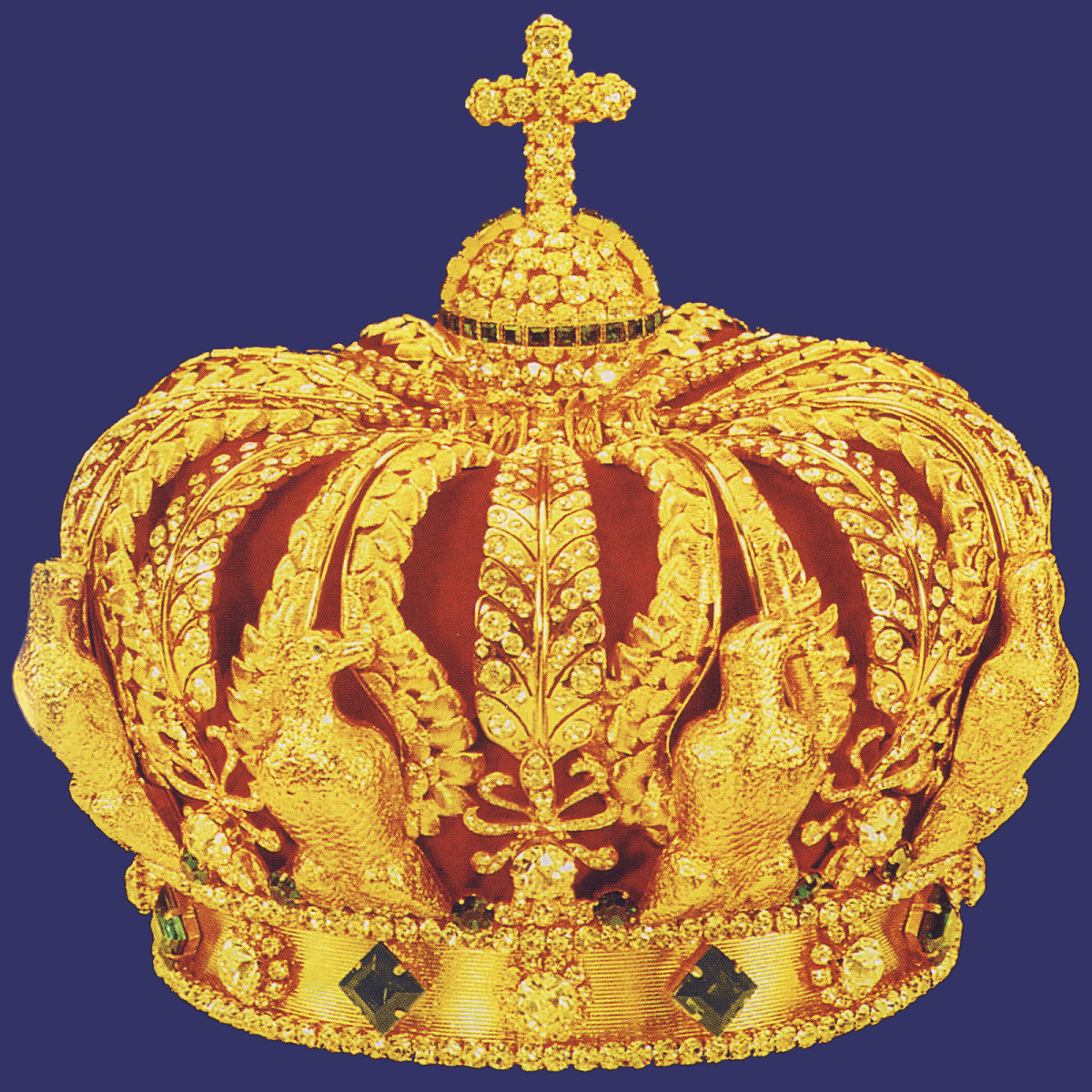
Couronne de Napoléon III (reproduction).
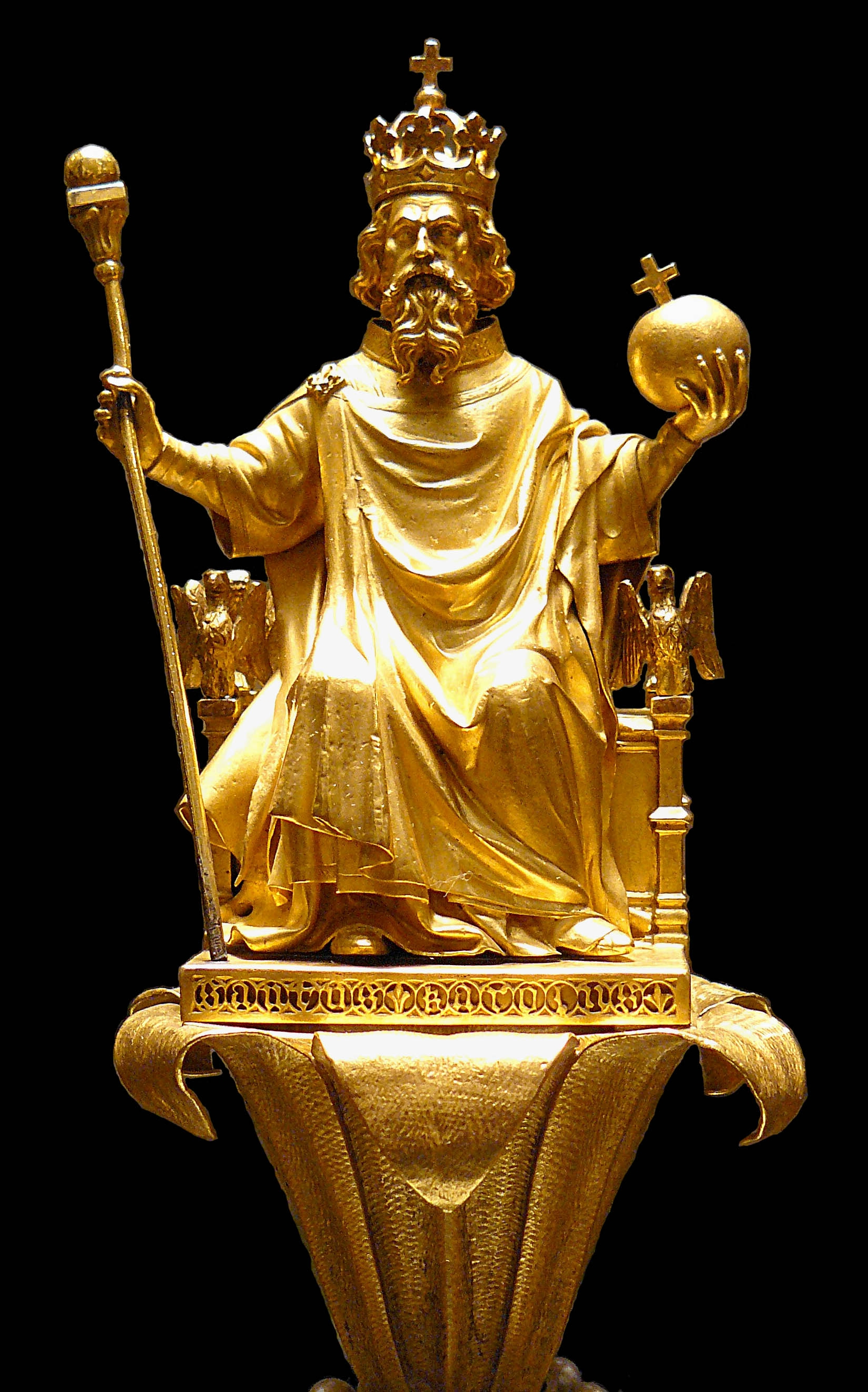
Sceptre de Charles V.